# بيبي نوروز
بييي نوروز أو بيبي جلفروز (بالفارسية: بی‌بی نوروز) هي شخصية خيالية تجسدها أنثى ضمن الفولكلور الإيراني، وتقترن في عيد نوروز، وهي من تراث منطقة سجستان في غرب إيران، إذ يحتفل سكان هذه المنطقة بيوم يسبق يوم نيروز يسمى يوم ألفا، حيث يحتفلون بهذا اليوم بحناء أيديهم وأرجلهم وتزيين البيوت وإقامة الحفلات والنزهات، ثم يغسلونها في اليوم التالي، وهنا تأتي النساء بتنكر شخصية بيبي نوروز كمهرج وتخبر الناس بحلول يوم النوروز، وهي مشابهة لشخصيات يوم النوروز الأخرى، كحاجي فيروز وعمو نوروز.   
بيبي تعني باللغة الفارسية «العزيزة»، وهو لقب يطلق على النساء الكبار أو الكرام في إيران، فيصبح المعنى باللغة العربية «عزيزة نوروز». 